# Outlook Express
Outlook Express — программа для работы с электронной почтой и группами новостей от компании Microsoft.
Outlook Express поставляется в составе операционных систем семейства Windows начиная с Windows 95 OSR 2.5, Windows NT, а также вместе с браузером Internet Explorer начиная с версии 4.0. Существуют также варианты Outlook Express для классической Mac OS.
Название Outlook Express предполагает, что эта программа является «облегчённой» версией Microsoft Outlook — органайзера от Microsoft, который также содержит функции работы с электронной почтой. На самом деле между этими двумя программами мало общего. Кроме того, Outlook, в отличие от Outlook Express, до версии 2007 не имел функции работы с группами новостей.

## История
Outlook Express основана на более раннем программном обеспечении для электронной почты и новостей — пакете Microsoft Internet Mail and News, поставлявшемся с Internet Explorer 3.0 (хотя название самой программы было изменено на Outlook Express, исполняемый файл по-прежнему называется msimn.exe).
Новая версия Outlook Express, поставляемая только вместе с Windows Vista, называется Почта Windows (Windows Mail), её преемником стала Почта Windows Live, которая в дальнейшем вошла в пакет программ Windows Essentials.
В Windows 10 предустановлены программы «Почта» и «Календарь», реализованные в виде UWP-приложений.